# Цеппелины

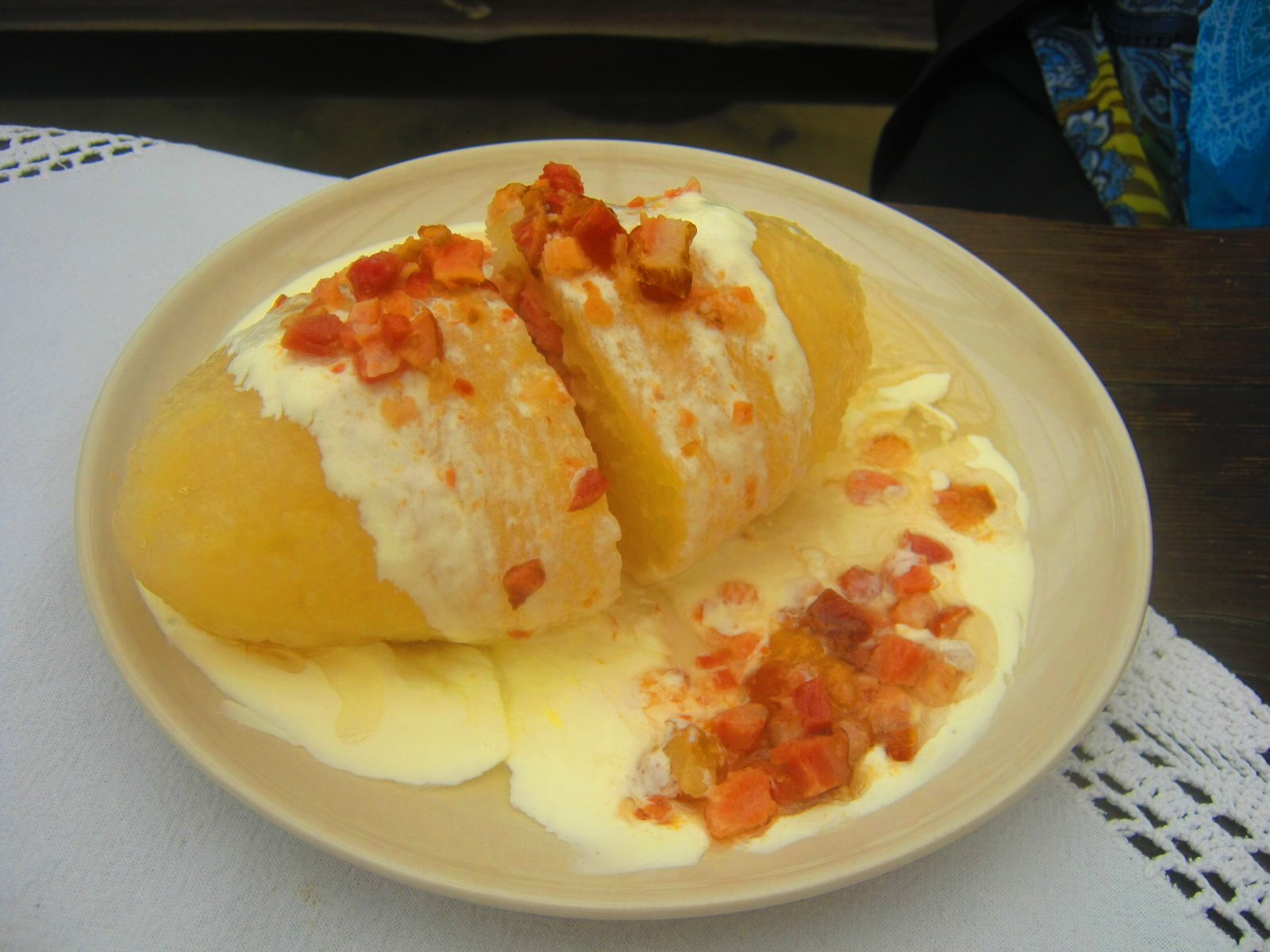
Цеппелины

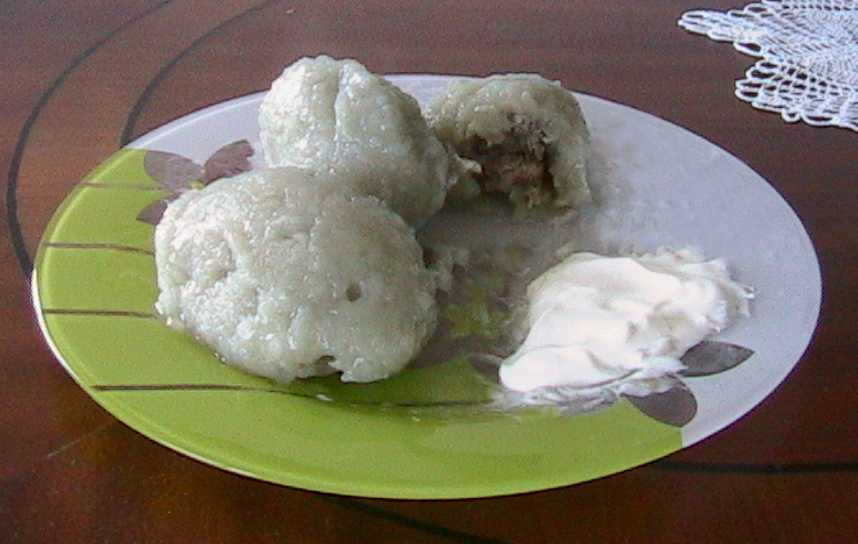
Цеппелины

Цеппелины, или диджкукуляй (лит. didžkukuliai [диджкукуляй] или (cepelinai [цепелинай]) — блюдо литовской кухни, клёцки из сырого тёртого картофеля (существуют также рецепты с добавлением отварного картофеля и рецепты с изготовлением полностью из варёного картофеля) с начинкой из мясного фарша (либо творога или других ингредиентов). Цеппелины подаются со сметаной и поджаркой из сала.
Название «цеппелины» в Литве прижилось во время Первой мировой войны от названия производителя германских дирижаблей — Zeppelin. Литва находилась с 1915 по 1918 год под немецкой оккупацией, почти на линии фронта, и через неё летали германские военные дирижабли на Восточный фронт. Блюдо же внешним видом весьма их напоминало.
Существует мнение, что цеппелины пришли в Литву от татар или евреев.
Похожие рецепты известны в Дании, Швеции, Норвегии, Польше (пол. kartacz), Белоруссии (бел. клёцкі з душамі) и Украине.